# سمفونی شماره ۳ (آیوز)
سمفونی شماره ۳ (انگلیسی: Symphony No. 3) سومین سمفونی از آهنگساز سده بیستم آمریکایی چارلز آیوز است که میان سال‌های ۱۹۰۸ تا ۱۹۱۰ نوشته شده‌است. در سال ۱۹۴۷، سمفونی سوم جایزهٔ موسیقی پولیتزر را برای مصنفش به ارمغان آورد. آیوز اذعان نمود که مبلغ نیمی از جایزه را به لو هریسون اهدا نموده‌است. هریسون رهبری ارکستر نخستین اجرای اثر را بر عهده داشت